# Dave Alan Johnson
Pour les articles homonymes, voir Alan Johnson (homonymie) et Johnson.
Dave Alan Johnson est un réalisateur, scénariste, producteur exécutif américain né à Buffalo. Il est le frère de Gary R. Johnson.

## Filmographie

### Réalisateur
- 2014 :  Le Choix du cœur (Coffee Shop) (téléfilm)
- 2003-2004: Sue Thomas, l'œil du FBI (saisons 2 et 3)

### Scénariste
- 2002-2003-2004: Doc (saisons 1, 2 et 3)
- 1998: Le Caméléon (saison 3)

### Producteur exécutif
- Doc
- Le Client

### Créateur
- Sue Thomas, l'œil du FBI
- Doc